# Twin Ring Motegi

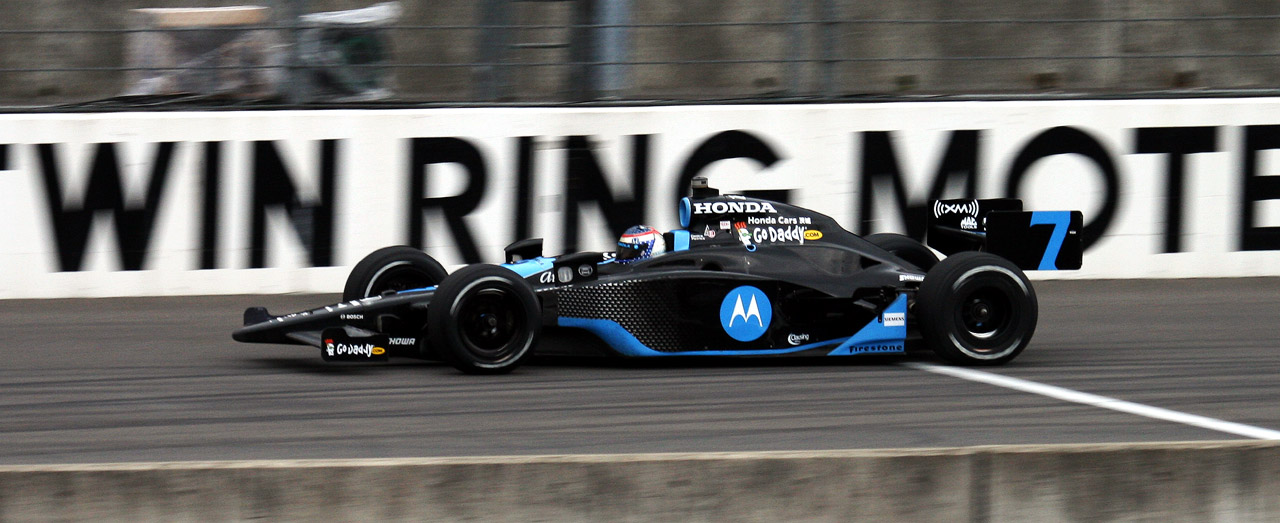
Danica Patrick, IRL winnaar op het circuit in 2008.

De Twin Ring Motegi is een racecircuit gelegen in Motegi in de Japanse prefectuur Tochigi. De verwijzing tweeling (Engels: twin) in de naam van het circuit is bedoeld om aan te geven dat de infrastructuur van het circuit gedeeld wordt door twee aparte circuits, een wegcircuit en een ovaal circuit. Het circuit werd in het verleden gebruikt voor races uit de Champ Car en tot 2011 werd een race gereden uit de IndyCar Series.
Er werd van 1999 tot en met 2017 ook jaarlijks een race gehouden door de MotoGP. De IndyCar-races werden op het ovale gedeelte gehouden, dat een lengte van 2,493 km heeft. De races uit de MotoGP worden op het wegcircuit gehouden en heeft een lengte van 4,8 km.

## Trivia
De race die op het circuit gehouden werd tijdens het IndyCar Series seizoen van 2008 werd gewonnen door Danica Patrick. Het was de eerste IndyCar overwinning van een vrouwelijke coureur.

## Winnaars op het circuit
Winnaars op het circuit voor een race uit de Champ Car series kalender.
| Jaar | Rijder           |
| ---- | ---------------- |
| 1998 | Adrián Fernández |
| 1999 | Adrián Fernández |
| 2000 | Michael Andretti |
| 2001 | Kenny Bräck      |
| 2002 | Bruno Junqueira  |

Winnaars op het circuit voor een race uit de IndyCar Series.
| Jaar | Rijder            |
| ---- | ----------------- |
| 2003 | Scott Sharp       |
| 2004 | Dan Wheldon       |
| 2005 | Dan Wheldon       |
| 2006 | Hélio Castroneves |
| 2007 | Tony Kanaan       |
| 2008 | Danica Patrick    |
| 2009 | Scott Dixon       |
| 2010 | Hélio Castroneves |
| 2011 | Scott Dixon       |

Winnaars op het circuit voor een race uit de MotoGP kalender.
| Jaar | Rijder            |
| ---- | ----------------- |
| 1999 | Kenny Roberts jr. |
| 2000 | Kenny Roberts jr. |
| 2001 | Valentino Rossi   |
| 2002 | Alex Barros       |
| 2003 | Max Biaggi        |
| 2004 | Makoto Tamada     |
| 2005 | Loris Capirossi   |
| 2006 | Loris Capirossi   |
| 2007 | Loris Capirossi   |
| 2008 | Valentino Rossi   |
| 2009 | Jorge Lorenzo     |
| 2010 | Casey Stoner      |
| 2011 | Dani Pedrosa      |
| 2012 | Dani Pedrosa      |
| 2013 | Jorge Lorenzo     |
| 2014 | Jorge Lorenzo     |
| 2015 | Dani Pedrosa      |
| 2016 | Marc Márquez      |
| 2017 | Andrea Dovizioso  |

De MotoGP races van 2000 tot 2003 werd gereden onder de naam Pacific Grand Prix, de races van 1999 en vanaf 2004 werden gereden onder de naam Grand Prix van Japan.